# Hette Abma
Hette Gerrit Abma (Wouterswoude, 23 januari 1917 - Putten, 2 januari 1992) was een Nederlandse politicus voor de Staatkundig Gereformeerde Partij (SGP) en predikant binnen de Nederlandse Hervormde Kerk (Gereformeerdebonder).
Abma was tot 1963 gemeentepredikant, maar werd in dat jaar lid van de Tweede Kamer en volgde in 1971 ir. Van Dis op als fractievoorzitter. Hij bleef daarnaast actief als predikant. In 1979 diende hij met de GPV'er Verbrugh een initiatiefvoorstel in over bescherming van ongeboren leven, als alternatief voor de abortusvoorstellen van PvdA en D'66 en van het kabinet-Van Agt I. Hij stapte in 1981 over naar 'de overzijde van het Binnenhof'. Hij bleef ook in de Eerste Kamer allereerst dominee, die vaak citeerde uit de Bijbel. Als hij als Kamerlid sprak, richtte hij vaak de blik omhoog, het hoofd schuin achterover gebogen.
Abma verdedigde het idee van de theocratie. Het idee van theocratie wordt heel verschillend uitgelegd, maar voor Abma waren theocratie en democratie geen onverenigbare zaken.

## Predikantschap
Abma was naast Kamerlid voor de SGP, vooral Verbi Divini Minister (predikant). Hij diende de gemeenten te Driesum (1941-1944), IJsselstein (1944-1948), Rotterdam Delfshaven (1948-1955), Monster (1955-1959) en Putten (1959-1963). In 1963 werd hij eervol uit zijn ambt ontheven en kreeg hij de bevoegdheden van een emeritus. Hierdoor kon hij zijn werk als Kamerlid voor de SGP uitvoeren.

## Onderscheidingen
- Ridder in de Orde van de Nederlandse Leeuw (20 april 1976)
- Commandeur in de Orde van Oranje-Nassau (27 april 1984)